# Evil or Divine
Evil or divine är en Dvdfilm gjord av hårdrocksgruppen Dio.

## Låtlista
1. Killing The Dragon
2. Egypt/Children of the Sea
3. Push
4. Drum Solo
5. Stand Up and Shout
6. Rock and Roll
7. Don't Talk to Strangers
8. Man on the Silver Mountain
9. Guitar Solo
10. Long Love Rock and Roll
11. Lord of the Last Day
12. Fever Dream
13. Holy Diver
14. Heaven and Hell
15. The Last in Line
16. Rainbow in the Dark
17. We Rock